# Juomusjärvi
Hendihvarrimjärvi eller Juomusjärvi är en sjö i Finland. Den ligger i kommunen Enare i landskapet Lappland, i den norra delen av landet, 1 000 km norr om huvudstaden Helsingfors. Hendihvarrimjärvi ligger 210,3 meter över havet. Arean är 33,8 hektar och strandlinjen är 4,04 kilometer lång. Sjön  ingår i Pasvik älvs huvudavrinningsområde. 